# Ascorhynchus glaberrimus
Ascorhynchus glaberrimus is een zeespin uit de familie Ascorhynchidae. De soort behoort tot het geslacht Ascorhynchus. Ascorhynchus glaberrimus werd in 1913 voor het eerst wetenschappelijk beschreven door Schimkewitsch. 